# Camblanes-et-Meynac
Camblanes-et-Meynac is een gemeente in het Franse departement Gironde (regio Nouvelle-Aquitaine). De plaats maakt deel uit van het arrondissement Bordeaux. Camblanes-et-Meynac telde op 1 januari 2022 3.145 inwoners.

## Geografie
De oppervlakte van Camblanes-et-Meynac bedroeg op 1 januari 2022 8,68 vierkante kilometer; de bevolkingsdichtheid was toen 362,3 inwoners per km².

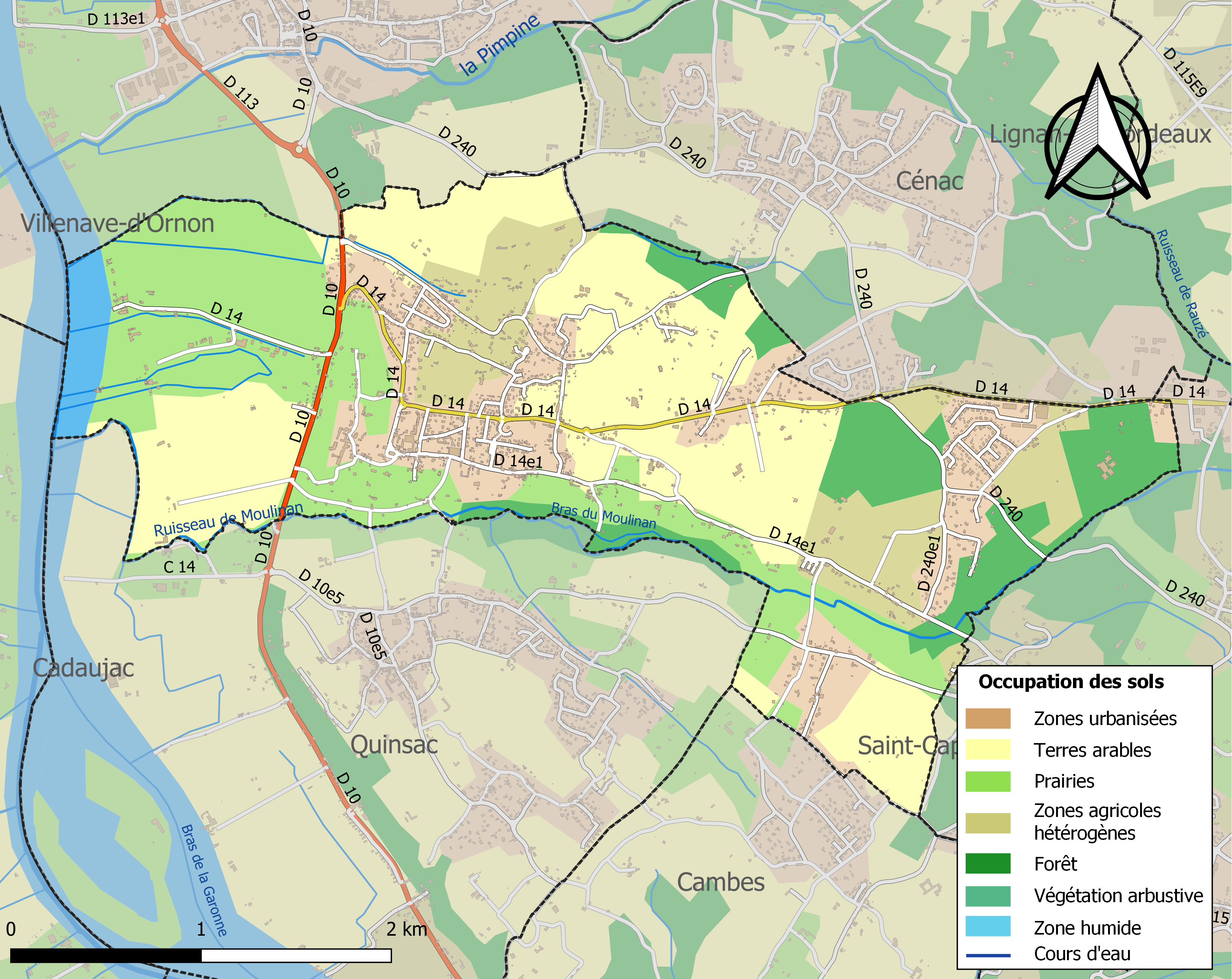
Kaart van de gemeente met belangrijkste infrastructuur, bodemgebruik en omliggende gemeenten

## Demografie
Onderstaande figuur toont het verloop van het inwonertal (bron: INSEE-tellingen).